# Arthur von Hübl

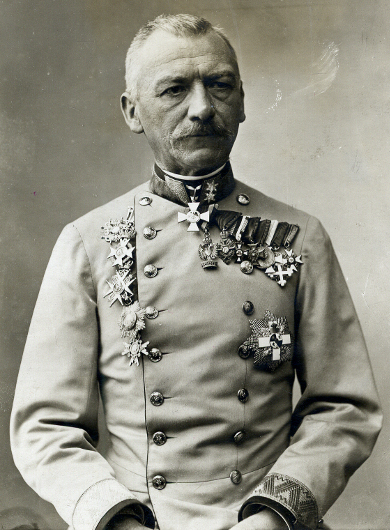
Arthur von Hübl

Arthur Freiherr von Hübl (* 20. März 1853 in Großwardein (heute: Oradea, Rumänien); † 7. April 1932 in Wien), Dr. h. c., war ein österreichischer Feldmarschallleutnant, Chemiker und Kartograf, der entscheidend an der Modernisierung der Kartografie beteiligt war.

## Familie
Arthur von Hübl war der Sohn des bürgerlich geborenen Offiziers Franz Hübl (* 24. Juni 1814; † 23. August 1884). Dieser wurde am 20. Juni 1854 als k.u.k. Hauptmann des 5. Feldartillerie-Regiments in Wien durch die Verleihung des Ordens der Eisernen Krone III. Klasse in den erblichen österreichischen Ritterstand erhoben. Als k.u.k. Feldmarschallleutnant wurde Franz von Hübl am 5. November 1875 auch mit dem Orden der Eisernen Krone II. Klasse ausgezeichnet und aufgrund der Ordensstatuten in den erblichen österreichischen Freiherrenstand erhoben.

## Leben
Arthur von Hübl studierte als Oberleutnant der Artillerie 1879–81 an der Technischen Hochschule in Wien Chemie. Er widmete sich besonders der technischen und analytischen sowie der Fotochemie. 1885 wurde er von der Artillerie-Zeuganstalt in das Militärgeographische Institut versetzt. Er arbeitete im Laufe seiner Tätigkeit entscheidend an der Modernisierung des Kartenwesens mit. 1913 ging er als Feldmarschalleutnant und Ehrendoktor der Technischen Hochschule Wien in Pension.
Im Ersten Weltkrieg in der Armee reaktiviert, leitete er das Militärgeographische Institut als dessen Kommandant von 1916–18. Er führte den Offsetdruck ein, förderte die Stereo-Photogrammetrie und verbesserte das galvanoplastische Verfahren.
Mit seinen Innovationen und Methoden gewann Hübl internationale Anerkennung. 1920–24 richtete er nach Wiener Vorbild ein Kartographisches Institut in Rio de Janeiro (Brasilien) ein. Nach seiner Pensionierung setzte er in einem Labor im Kartographischen Institut Wien, dem früheren Militärgeographischen Institut, seine Arbeiten fort.
Hübl war Mitglied der Österreichischen Akademie der Wissenschaften. Die Stadt Wien gab ihm ein ehrenhalber gewidmetes Grab auf dem Wiener Zentralfriedhof (12D-1-11). Der Hübl Peak in der Antarktis trägt seinen Namen.

## Auszeichnungen
- Offizierkreuz des Stern von Rumänien[2]

## Schriften
- Beiträge für die Encyklopädie der Photographie. Wilhelm Knapp, Halle/Saale 
  - Der Platindruck. 13. Heft, 2. Auflage, 1902
  - Der Silberdruck auf Salzpapier. 18. Heft, 1896
  - Die Dreifarbenphotographie. 26. Heft, 2. Auflage, 1902
  - Die Entwicklung der photographischen Bromsilber-Gelatineplatte bei zweifelhaft richtiger Exposition. 31. Heft, 2. Auflage, 1898
  - Die Ozotypie. Ein Verfahren zur Herstellung von Pigmentkopien ohne Übertragung. 47. Heft, 1903
  - Das Kopieren bei elektrischem Licht. 59. Heft, 1908
  - Die Theorie und Praxis der Farbenphotographie mit Autochromplatten. 60. Heft, 1908
    - Ab 1916 (4. Auflage) unter dem Titel Die Theorie und Praxis der Farbenphotographie mit Autochrom- und anderen Rasterfarbenplatten.
    - Neuauflage (6. Auflage) 1933 unter dem Titel Die Theorie und Praxis der Farbenphotographie mittels der gebräuchlichen Rasterfarbenverfahren (zusammen mit Mario Zippermayr)

  - Die Lichtfilter. Mit besonderer Berücksichtigung der Lichtfilter für photographische Zwecke. 74. Heft, 2. Auflage, 1921
- Die orthochromatische Photographie. Knapp, Halle/Saale 1920
- mit L. Grebe; E. J. Wall: Farbenphotographie. Springer, Wien 1929